# Starship Trooper (počítačová hra)
Straship Trooper je česká akční freewarová hra inspirovaná Hvězdnou pěchotou (odtud název Starship Trooper, česky tedy Hvězdný pěšák). Hra byla vytvořena týmem Cyber Games roku 2005. Je dodnes považována za jednu z nejlepších českých freewarových her.

## Příběh
Děj se odehrává v období po bitvě o Klendathu, kdy mobilní pěchota začíná být vybavena tzv. silovými obleky, které propůjčují nositeli nadlidskou sílu, a s ní spojenou výzbroj, kdy výjimkou není nošení raketometu, atomových zbraní, granátometu, plamenometu a 22,5mm kulometu. Hráč se jako člen průzkumné čety dostává přímo na planetu, kde se tyto pokročilé zbraně vyvíjí, a musí čelit útoku brouků, kteří se jakoby náhodou dozvěděli, že tato na chudá a zdánlivě bezvýznamná planeta má takový strategický význam... nakonec zjistíte, že to zas až tak velká náhoda nebyla, ale zbytek se dozvíte až ve hře pomocí rozhovorů nebo animovaných sekvencí.